# Houssem Aouar
Houssem-Eddine Chaâbane Aouar, född 30 juni 1998 i Lyon, Frankrike, är en franskfödd algerisk fotbollsspelare som spelar för Roma.

## Klubbkarriär
Aouar debuterade för Lyon den 16 februari 2017 i en 4–1-vinst över AZ Alkmaar i sextondelsfinalen av Europa League 2016/2017, där han blev inbytt i den 84:e minuten mot Sergi Darder. En vecka senare gjorde han sitt första mål då Lyon besegrade AZ Alkmaar med 7–1 i returmötet i sextondelsfinalen. Aouar gjorde sin Ligue 1-debut den 16 april 2017 i en match mot SC Bastia. Matchen avbröts i halvtid vid ställningen 0–0 och Lyon tilldelades senare segern.
Den 11 juni 2023 värvades Aouar av Serie A-klubben Roma, där han skrev på ett femårskontrakt.

## Landslagskarriär
Aouar debuterade för Frankrikes landslag den 7 oktober 2020 i en 7–0-vinst över Ukraina.